# Estació de Gijón-Cercanías
L'estació de Gijón-Cercanías era una estació de ferrocarril de la ciutat de Gijón, a Astúries. Tenia serveis operats per Renfe i Feve. Era una estació terminal i formava part de les línies que uneixen Gijón amb Ferrol, Llaviana i Venta de Baños.
L'estació es va tancar per deixar lloc per la construcció del Metrotrén i, amb ella, el soterrament del ferrocarril a la ciutat. Entre octubre i novembre de 2014 es va procedir a la seva demolició. Actualment tots els trens s'aturen a l'estació de Gijón-Sanz Crespo.